# Sollefteå köping
Sollefteå köping var en tidigare kommun i Västernorrlands län. Centralort var Sollefteå.

## Administrativ historik
Den 20 februari 1885 inrättades Sollefteå municipalsamhälle inom Sollefteå landskommun. Detta bröts sedan ut ur kommunen för att bilda Sollefteå köping den 1 januari 1902. Enligt beslut den 18 oktober 1912 flyttades ett område på 4,76 km² över från landskommunen till köpingen, gällande från och med den 1 januari 1913. Sollefteå blev stad den 1 januari 1917 och Sollefteå köping ombildades därmed till Sollefteå stad.
Köpingen hörde i kyrkligt hänseende till Sollefteå församling.

## Geografi

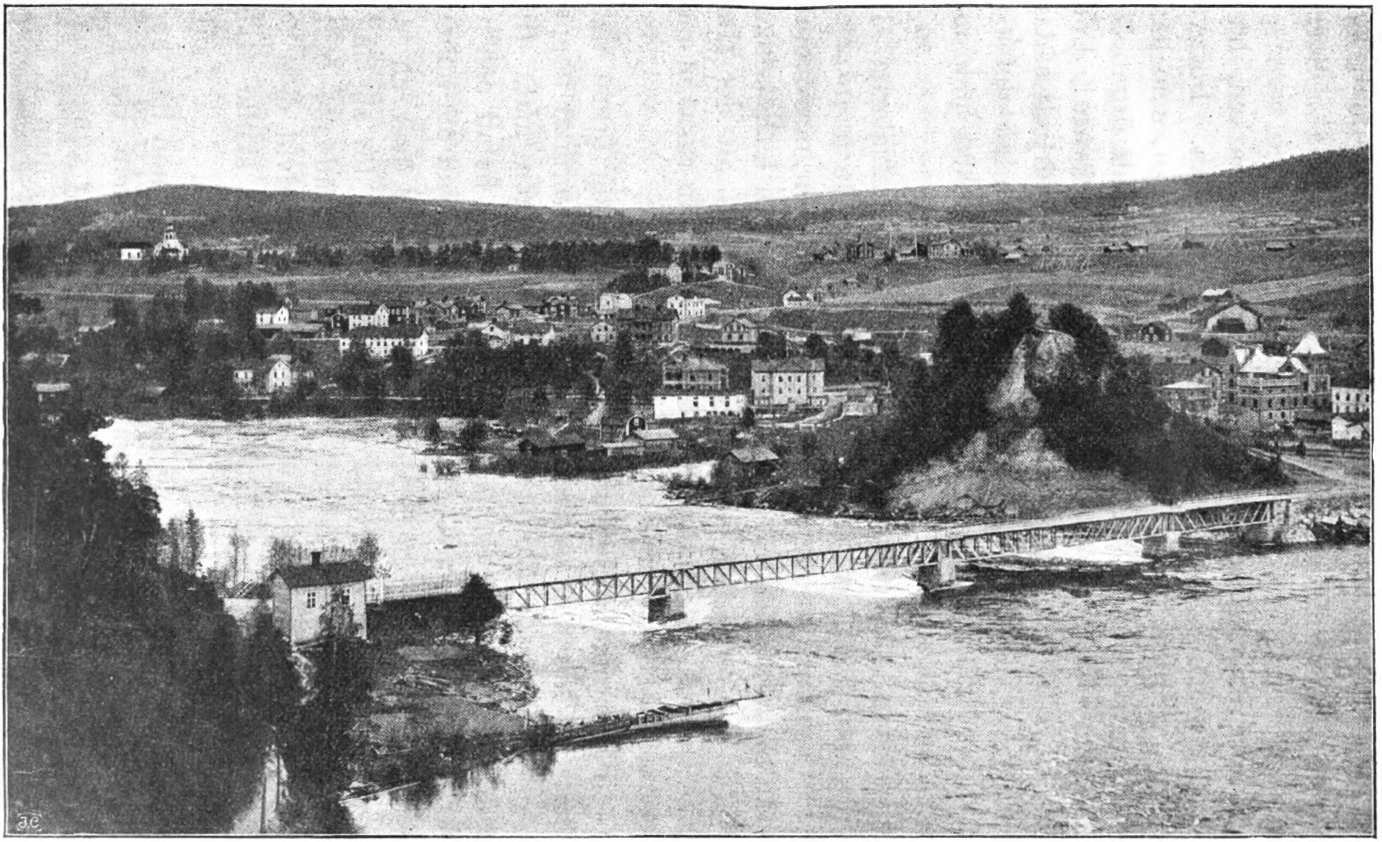
Vy över Sollefteå och Ångermanälven 1908.

Sollefteå köping hade 1902 en area på 0,93 km², varav 0,92 km² var land. Vid utgången av år 1916 hade köpingen en area på 5,69 km², varav 5,68 km² var land.

## Köpingsvapen
Sollefteå köping förde inte något vapen.

## Befolkningsutveckling
| Befolkningsutvecklingen i Sollefteå köping 1905–1915 | Befolkningsutvecklingen i Sollefteå köping 1905–1915 | Befolkningsutvecklingen i Sollefteå köping 1905–1915 | Befolkningsutvecklingen i Sollefteå köping 1905–1915 | Befolkningsutvecklingen i Sollefteå köping 1905–1915 |
| --- | ---------------------------------------------------- | ---------------------------------------------------- | ---------------------------------------------------- | ---------------------------------------------------- |
| |                                                      |                                                      |                                                      |                                                      |
| År |                                                      |                                                      | Invånare                                             |                                                      |
| 1905 | 1905                                                 |                                                      | 1 384                                                | 1 384                                                |
| 1910 | 1910                                                 |                                                      | 1 683                                                | 1 683                                                |
| 1915 | 1915                                                 |                                                      | 2 536                                                | 2 536                                                |
| Källa: SCB - Befolkning 1851 - 1910, SCB - Folkmängd inom administrativa områden 1910-1961 och Folkmängd 31 dec 1950-1975 i län, kommuner och församlingar enligt kommunindelningen 1 jan 1976. |                                                      |                                                      |                                                      |                                                      |

### Fotnoter
1. 1 2  ”SCB: Folkräkningen 1920 sida 76”. Arkiverad från originalet den 26 oktober 2014. https://www.webcitation.org/6TbpfnsYC?url=http://www.scb.se/Grupp/Hitta_statistik/Historisk_statistik/_Dokument/SOS/Folkrakningen_1920_1.pdf. Läst 6 juli 2013.
2. ↑  Per Andersson: Sveriges kommunindelning 1863-1993, Draking, Mjölby 1993, ISBN 91-87784-05-X, s. 91
3. ↑  ”Förteckning (Sveriges församlingar genom tiderna)”. Skatteverket. 1989. http://www.skatteverket.se/privat/folkbokforing/omfolkbokforing/folkbokforingigaridag/sverigesforsamlingargenomtiderna/forteckning.4.18e1b10334ebe8bc80003999.html. Läst 17 december 2013.
4. ↑  SCB: Folkräkningen 1910 sida 113